# Eria elata
Eria elata là một loài phong lan.